# Trinidad och Tobagos damlandslag i fotboll
Trinidad och Tobagos damlandslag i fotboll representerar Trinidad och Tobago i fotboll på damsidan. Första landskampen spelades i Haiti den 18 april 1991 då de spelade oavgjort 1-1 mot Martinique i gruppspelet i CONCACAF's Women's Championship. Den matchen räknas dock inte av Fifa som Trinidad och Tobagos första officiella landskamp då Martinique inte är medlem i Fifa. Den första, enligt Fifa, officiella landskampen är istället deras andra match i samma turnering två dagar senare då de vann med 3-1 mot Mexiko. De har deltagit i CONCACAF Women's Gold Cup alla åtta gånger turneringen har arrangerats och de har som bäst en bronsmedalj från 1991. De har aldrig kvalat in till VM eller OS.